# Karl Yune
Karl Yune (Washington D.C., 16 de abril de 1975) é um ator estadunidense.
Depois de recusar um papel na série de TV All My Children, estreou no cinema no filme Anacondas: The Hunt for the Blood Orchid. Depois, foi escolhido por Steven Spielberg para o papel de Koichi, o amante secreto da gueixa Hatsumomo (Gong Li) em Memórias de uma Gueixa.
Em Real steel, atuou como o projetista japonês Tak Mashido. Trabalhou também em Speed Racer.

## Filmografia

### Cinema
- Forbidden Warrior (2004)
- Anacondas: The Hunt for the Blood Orchid (2004)
- Miracle Mile (2004)
- Hold Up (2004)
- Memórias de uma Gueixa (2005)
- Freezerburn (2005)
- Ken (curta) (2006)
- Hers (2007)
- Speed Racer (2008)
- Slaughter (2008)
- Real Steel (2011)

### Televisão
- One on One (2004) - Emcee
- Knight Rider (2009 - Episódio: Journey to the End of the Knight)
- Arrow (2015) 3ª Temporada - Maseo Yamashiro.